# Ellipanthus unifoliolatus
Ellipanthus unifoliolatus är en tvåhjärtbladig växtart som först beskrevs av Joseph Dalton Hooker, och fick sitt nu gällande namn av Joseph Dalton Hooker. Ellipanthus unifoliolatus ingår i släktet Ellipanthus och familjen Connaraceae. Inga underarter finns listade i Catalogue of Life.